# Mircea Rădulescu
Mircea Rădulescu (né le 31 août 1941 à Bucarest) est un footballeur et entraîneur roumain. Il remporta une deuxième division roumaine en 1972 avec CF Sportul Studențesc Bucarest. Il fut entraîneur de clubs roumains et tunisiens, ainsi que de quatre sélections nationales (Roumanie, Égypte, Syrie et Algérie).

## Palmarès

### Entraîneur
Sportul Studențesc
- Coupe des Balkans : 
  - Vainqueur : 1979-1980
- Coupe de Roumanie : 
  - Finaliste : 1978-1979

Club africain
- Coupe arabe des vainqueurs de coupe
  - Vainqueur : 1995